# Scripps-Booth
Scripps-Booth (Скріппс-Бут) — з 1913 року американський виробник автомобілів. Штаб-квартира розташована в місті Детройт, штат Мічиган. У 1917 році компанію купує Вільям Дюрант, який в липні 1918 року приєднує фірму до концерну General Motors. У 1922 році компанія припинила виробництво автомобілів.

## Джеймс Скріппс Бут
Джеймс Скріппс Бут народився в 1888 році в сім'ї газетного магната Джорджа Гофа Бута, приставка Скріппс з'явилася завдяки вітчиму його батька, а зведений брат Джорджа Бута теж був газетним магнатом. У 1910 році Джеймс одружується і їде вчитися живопису у Францію, оскільки, ще не закінчивши школу, захопився малюванням. Оскільки малював він пастеллю в основному автомобілі, то батьки не стали лаяти юнака, а застосували його талант, і Джеймс став малювати рекламні проспекти для автомобільних компаній.

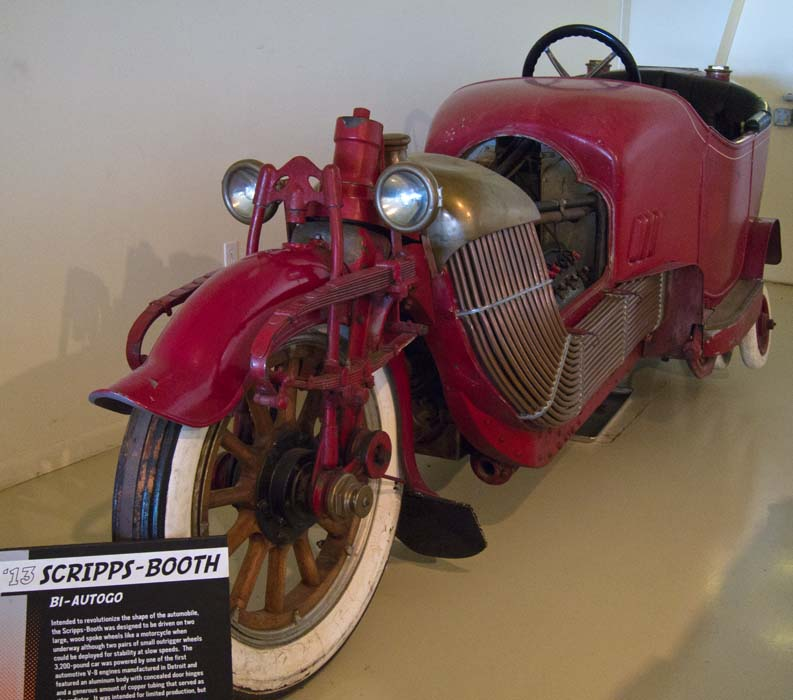
Scripps-Booth Bi-Autogo

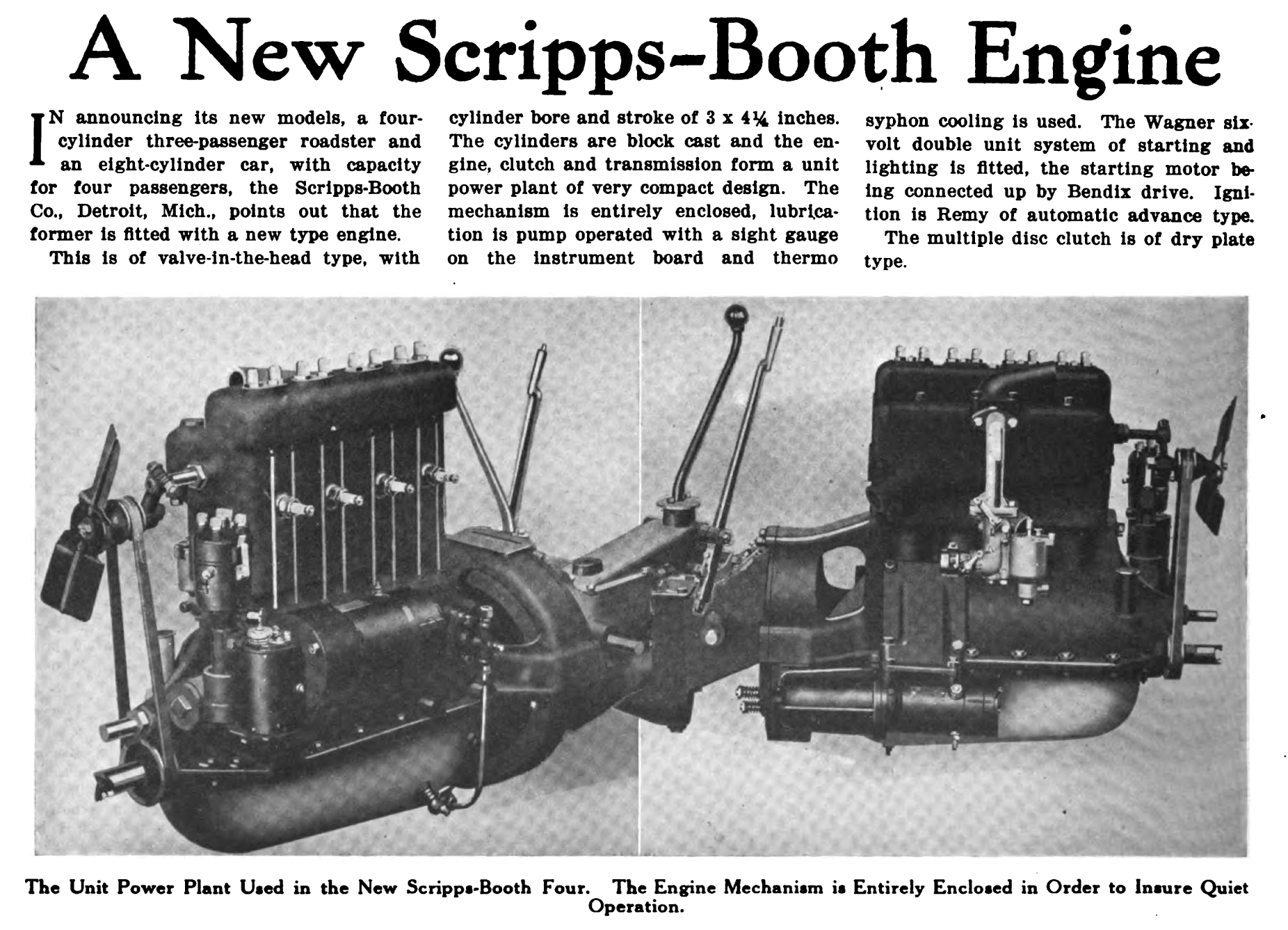
Двигун Scripps-Booth

Поживши у Франції, Скріппс Бут повертається в США, в місто Детройт, де він вирішує побудувати свій особистий автомобіль, при цьому, заразившись всякими французькими технічними збоченнями, сконструювати хотів він не банальний віз, а щось екстраординарне. У підсумку в 1912 році з'являється Scripps-Booth Bi-Autogo. Найбільше цей транспортний засіб нагадував мотоцикл, до якого приробили по боках маленькі колеса, щоб той не перевертався. Як мотор у цього «автомобіля» служив самостійно сконструйований і побудований силовий агрегат з формулою V8. Саме Scripps-Booth став першим американським автомобілем з такою формулою, а не Cadillac, сам же автор проекту побачив такий мотор у Франції, коли De Dion почав серійно випускати свої машини з такою кількістю і розташуванням циліндрів.
Мотор, об'ємом 5.4 л, розвивав потужність 45 к.с., запускався він стисненим повітрям, хоча в тому ж 1912 році Cadillac застосував на своїх автомобілях електричний стартер. Родзинкою мотора був радіатор, виготовлений з тонких мідних трубок загальною довжиною в 137 метрів. Мотор агрегатувався з 4-ступінчастою коробкою передач, плюс була передача заднього ходу. Коробка передач передавала крутний момент до єдиного ведучого колеса, яке розташовувалося ззаду, за допомогою ланцюга. Коли машина стояла на місці або рухалася зі швидкістю до 32 км/год, то утримувати її на місці допомагали бічні коліщатка, які при швидкості понад 32 км/год втягувалися за допомогою важеля в салон. Салон був тримісний, водій сидів спереду один, а ззаду було два місця, причому якщо водій брав із собою одного пасажира, то для балансу пасажир цей повинен був сидіти посередині.

## Заснування компанії
Скріппс Бут оснастив свій мото-автомобіль рульовим колесом, однак цей транспортний засіб виявився важким, не дивлячись на виготовлений з алюмінію кузов, і при вазі в 1.5 т доводилося крутити кермо стоячи, але, не дивлячись на велику вагу, цей гігантський мотоцикл міг розігнатися до 120 км/год, але повертати на ньому було практично неможливо. Витративши на той час 25 000 доларів на будівництво цього автомотоцикла і зрозумівши безглуздість своєї затії, Скріппс Бут відмовляється від побудови Bi-Autogo в серійному порядку. Він захоплюється іншою забавою — він починає будувати циклокари, які були популярні у Франції, в той час як США потихеньку переходили на більші машини, в 1914 році разом зі своїм дядьком Вільямом Бутом вони засновують компанію Scripps-Booth Co.

## Початок виробництва автомобілів

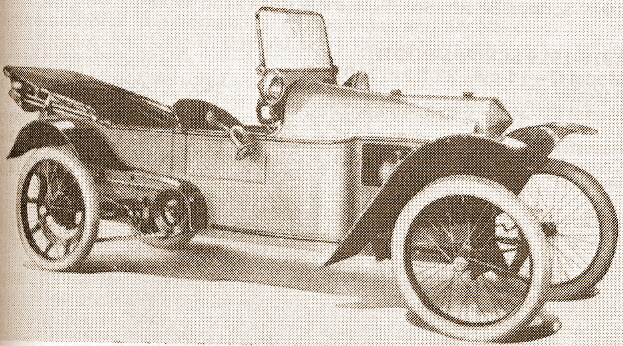
Scripps-Booth JB Rocket 10/12HP

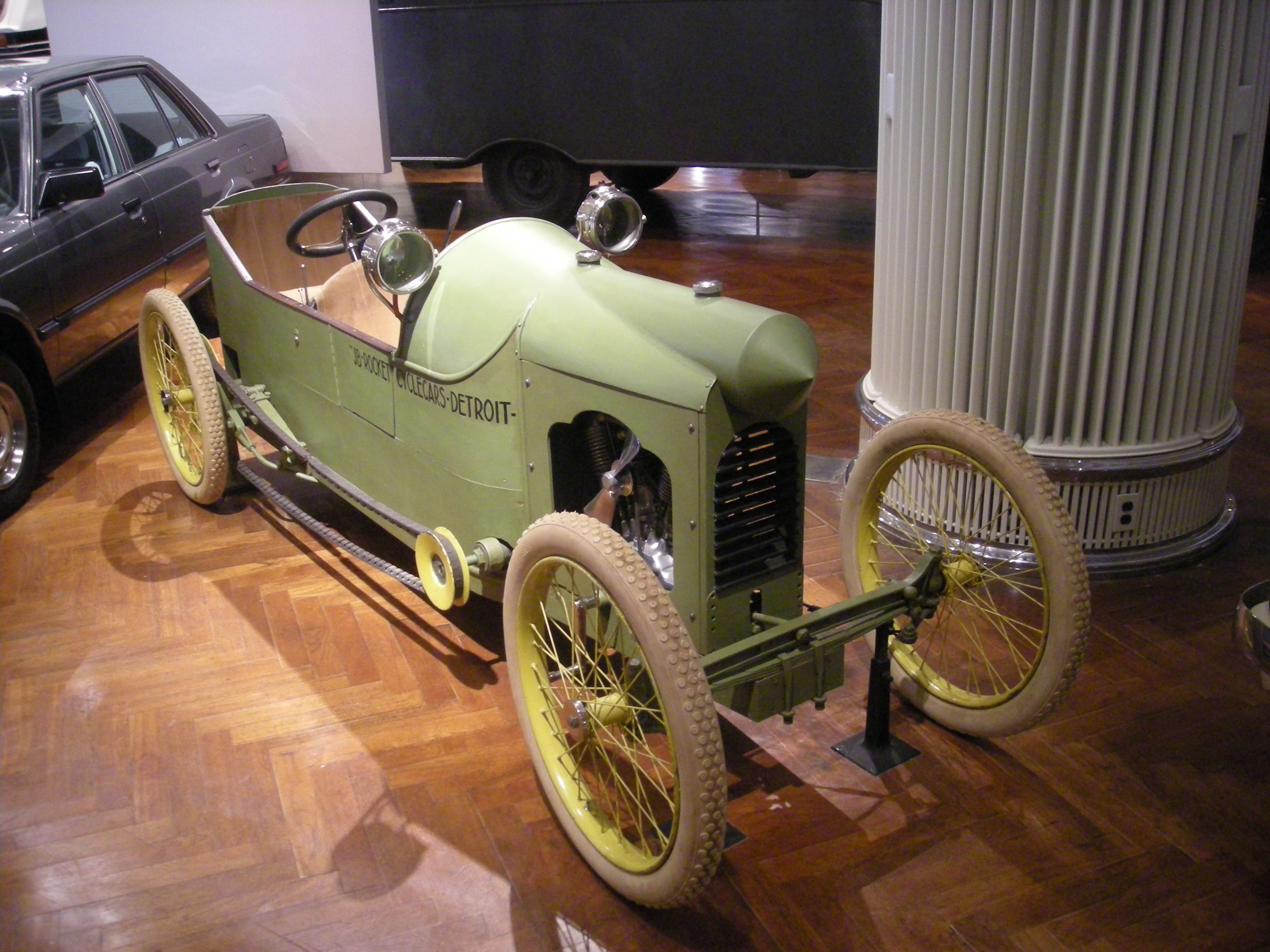
Scripps-Booth JB Rocket 10/12HP

У 1914 році з'являється JB Rocket 10/12HP з 1 л двигуном повітряного охолодження з формулою V2 від фірми Spacke, привід заднього правого колеса відбувався за допомогою зубчастого ременя, рама машини була виготовлена з дерева і оббита металевими листами. Конструкція цієї машини нагадувала французькі Bédélia, які теж мали дизайн передка з імітацією ракети або торпеди. Перший прототип Скріппса Бута, так само як і Bédélia, мав рульове колесо, розташоване ззаду, тобто пасажир сидів спереду, а водій — за ним, однак на серійній машині конструктор вирішив розташувати водія спереду. Однією особливістю цієї машини була наявність фар, які мали дальнє і ближнє світло.
Однак, не дивлячись на досить низьку ціну цього автомобіля (385 доларів), йому було складно конкурувати з більш масовим і дешевим Ford T, який вважався все ж повноцінним автомобілем, так що, продавши 400 таких машин, довелося їх виробництво завершити, хоча преса того часу вважала цей циклокар найкращим у своєму класі.

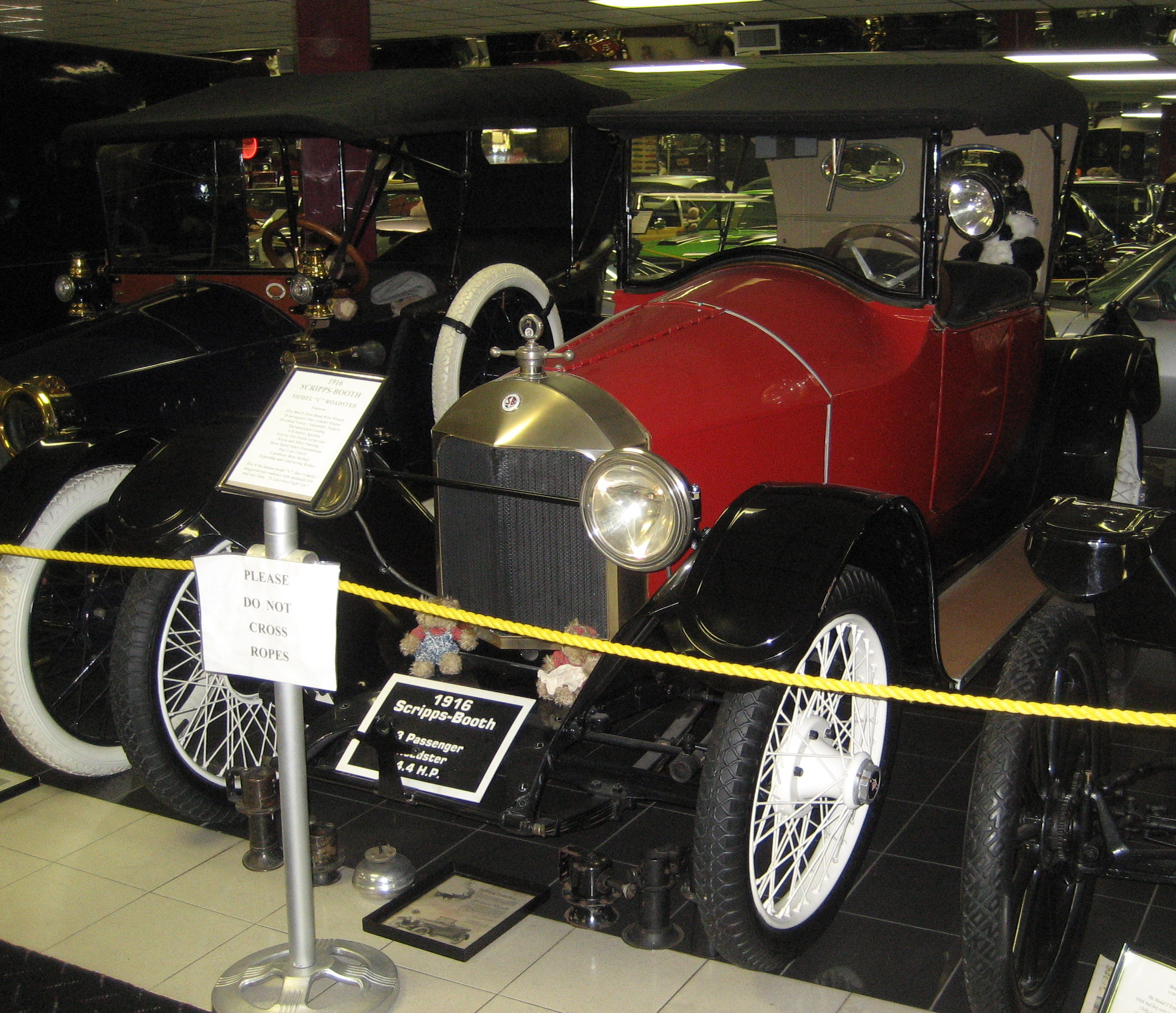
Scripps-Booth Model C 20/25HP Roadster

У тому ж 1914 році готується більш солідна машина, побудована в європейському стилі. Під капотом нової Model C 20/25НР розташовувався 4-циліндровий 1.7 л двигун, не дивлячись на потужність (всього 18 к.с.), цей легкий родстер розганявся до 95 км/год. Машина зовні вигідно відрізнялася від інших сучасників низьким дорожнім просвітом, оскільки Скріппс Бут сконструював спеціальну низьку раму, яка увійде в моду тільки на початку 30-х років, іншою фішкою машини стала наявність електричного замикання дверей, ще однією опцією була наявність кнопки клаксона, що знаходилася на кермі. Також було підсвічування ручок дверей та наявність багажника, вбудованого в кузов, всі ці опції не були доступні на більш дорогих і солідних автомобілях. Серед власників таких машин виявилися король Іспанії Альфонсо XIII, королева Голландії чи Вінстон Черчилль.

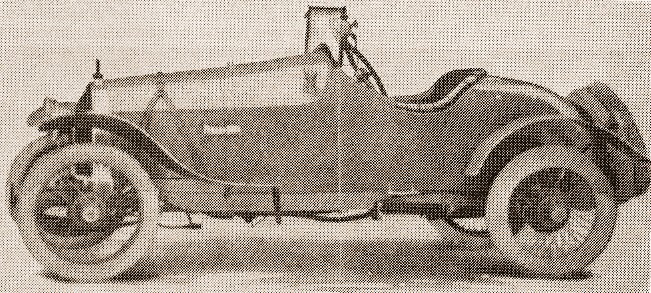
Scripps-Booth Model C 20/25HP Roadster

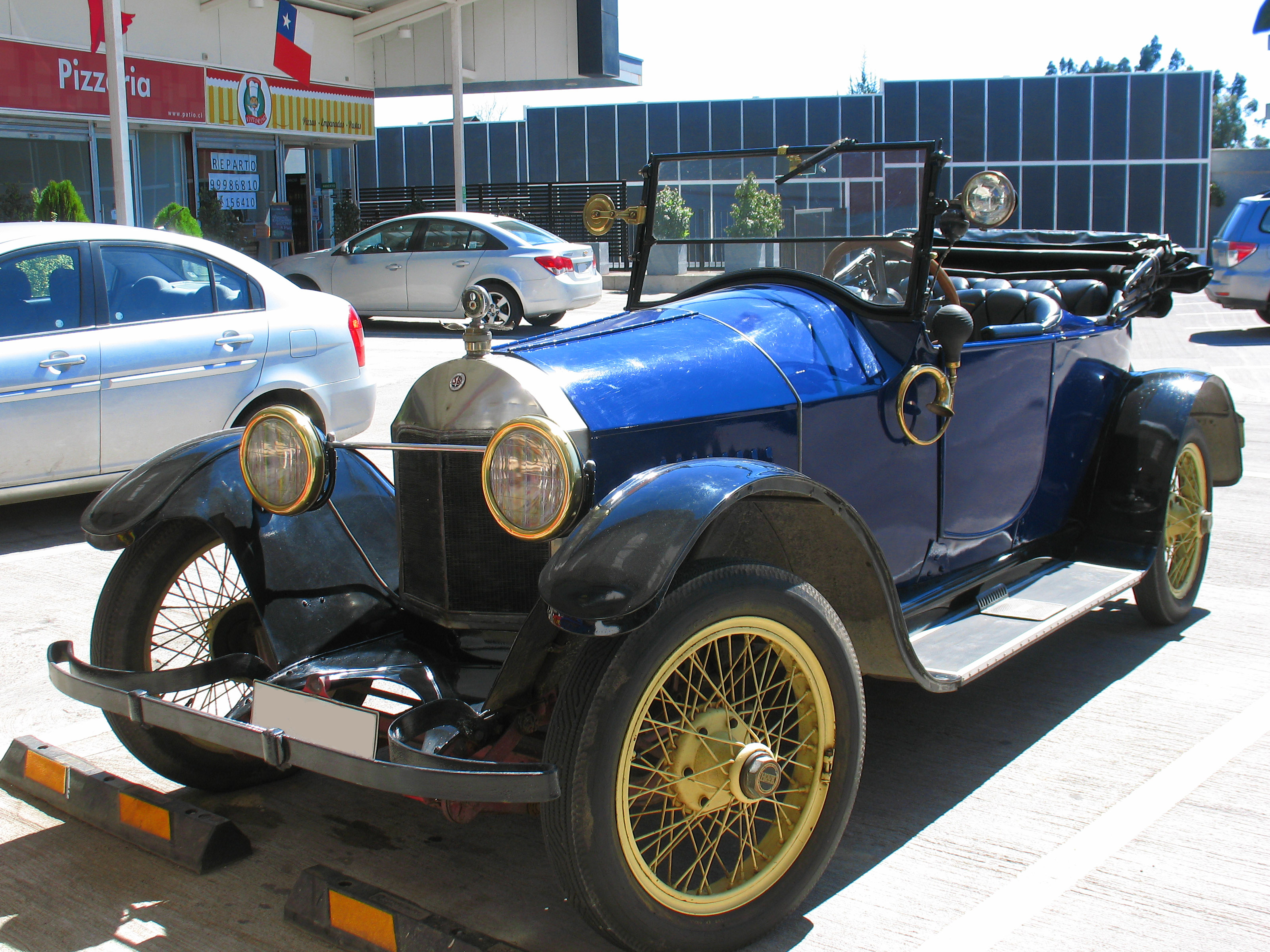
Scripps-Booth Model D Roadster

Незабаром у фірму приходить працювати Стаут, який через рік піде у фірму Packard, разом із Скріппсом Бутом вони починають розробляти спортивну версію вдалої машини, на спортивний варіант планувалося встановити V8, об'ємом всього 2.65 л і потужністю в 35 к.с., проте керівництво компанії, яка стала на той час акціонерним товариством, накладає вето на створення такої машини, а для нового мотора змушують побудувати більш велику і дорогу модель, яка і з'являється на початку 1916 року під назвою Model D. Ці невеликі машини мали різні типи кузовів, в тому числі і варіант зі знімним жорстким верхом, який спокійно і швидко дозволяв робити з купе родстер і навпаки, також був в наявності кузов таун-кар. Один з таких кузовів був побудований фірмою Cole & Woop Company спеціально для зірки тенісу Елеонори Сірс, яка запросила комфорт британського Rolls-Royce, розміри Ford T і красу німецького Mercedes. В результаті вона отримала машину, яка була схожа на німця, що зменшився на 25 % в габаритах, салон машини був оброблений мохером, сріблом і слоновою кісткою.

## Scripps-Booth у власності General Motors

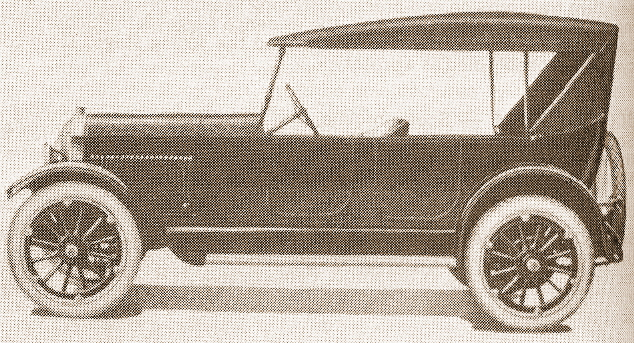
Scripps-Booth 6-39 Touring

У листопаді 1916 року фірма купує Sterling Motor Company, проти цієї операції був Джеймс Скріппс Бут, але тепер не він вирішував в цій фірмі. Під капот Model C встановили 1.95 л мотор Sterling, який не витримував критики, і навіть сам Скріппс Бут називав машину 1917 модельного ряду «відром з болтами». Боси вирішують встановлювати під капот наступної машини мотор фірми Chevrolet, в той час як засновник фірми хотів бачити там тільки мотори власної розробки, в результаті він йде з власної фірми. Наприкінці 1917 року фірму викуповує Вільям Дюрант, який в липні 1918 року приєднує фірму до концерну General Motors. Перейшовши під владу гіганта, з'являється нова модель — Model G з 2.8 л 4-циліндровим мотором від Chevrolet 490, від нього ж була трансмісія, а на базі Model D виходить у світ Model Н з колишнім 2.6 л V8, щоправда 4-дверний кузов тепер ставився на шасі, які використовувалися тільки для 2-дверних моделей, однак буквально до кінця 1918 року з'являється Model 6-39, яка була побудована на шасі Oakland, на які встановили 6-циліндровий мотор від Northway, об'ємом 2.9 л і потужністю 44 к.с.. Будучи єдиною моделлю в 1919 році, ця машина стала бестселером марки, розійшовшись загальним числом в 8100 екземплярів.

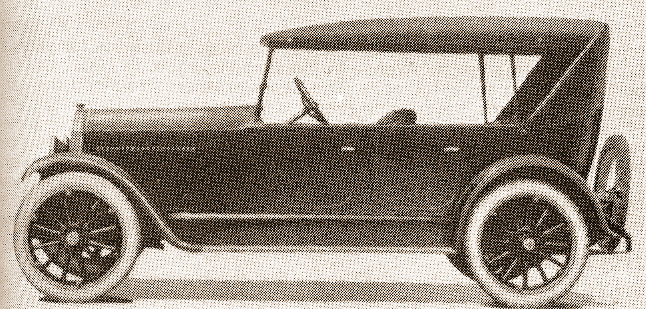
Scripps-Booth Model В39 Touring

До 1920 року ці машини отримують індекс В-Series, і головною відмінністю від попередника стало те, що машини позбавляються свого V-подібного радіатора, замість якого з'явився плоский. Залежно від типу кузова машини могли мати і цифровий індекс: 39 (фаетон), 40 (родстер), 41 (седан) або 42 (купе).

## Припинення виробництва автомобілів. Закриття компанії
У 1921 році Дюрант втрачає своє місце в концерні, замість нього приходить Альберт Слоун, він дає останній шанс марці, чиї продажі падають, навіть дорожчий Cadillac, що входив до концерну, продавався більшою кількістю, в підсумку Series B доповнюється в серпні 1921 року моделлю Series F з 3.7 л мотором, який встановлювався на ті ж шасі, що і у молодшої моделі, проте в квітні 1922 року Слоун приймає рішення закрити бренд, а на звільнених потужностях почати виробництво автомобілів марки Buick.

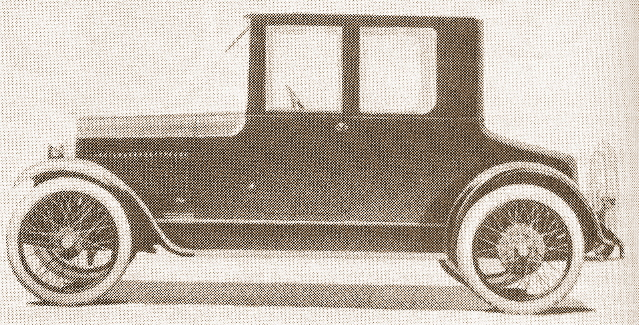
Scripps-Booth Model В42 Coupe

У 1923 році Джеймс Скріппс Бут починає працювати над проектом, який він назвав Da Vinci, до нього приєднується Луї Шевроле. До 1925 року машина була готова, вона отримала дуже низьку раму, червячну передачу заднього моста. Крім того, що машина була найнижчою з американських автомобілів, капот у неї відкривався з салону (довгий час капот відкривався зовні), а педалі, які були підвісними, можна було регулювати, але витративши 100 000 доларів особистих заощаджень, Скріппс Бут не знаходить коштів для запуску автомобіля в серію.
Він вирішує продати свою конструкцію, і пропонує її фірмам Chrysler і Stutz, перший відмовляється практично відразу, а от другий довго вивчав конструкцію, поки нарешті Москович, власник фірми Stutz, дає відмову. Але яким було здивування конструктора, коли майже через рік фірма Stutz випускає аналогічний автомобіль під назвою Stutz AA, який рекламувався як «Безпечний Штутц», починається довга тяганина між інженером і фірмою, яка тривала майже 9 років. У підсумку, коли нарешті Скріппс Бут виграв справу в 1935 році, фірма Stutz дихала вже на ладан, і в підсумку незабаром збанкрутувала, так що новатору нічого не перепало.
Єдиний ходовий зразок рухався завдяки екзотичному безклапанному мотору — 8-циліндровому від фірми Frontenac Motors Corp, що належала Шевроле, який купив ліцензію на неї у фірми Argyll.

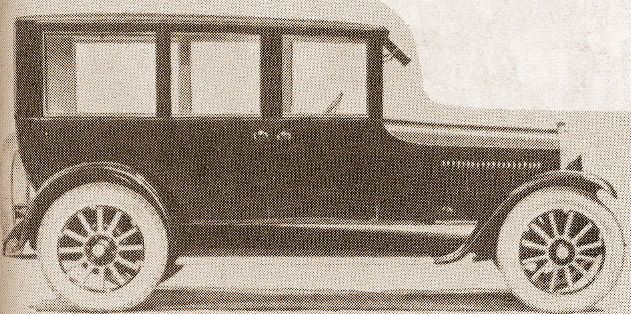
Scripps-Booth Model F45

У 1930 році Скріппс Бут будує новий прототип — Da Vinci Pup, ця машина була ідейним спадкоємцем JB Rocket, яку він випускав майже 15 років тому. Нова машина отримала алюмінієвий кузов і 16-клапанний 4-циліндровий мотор, який приводив у дію задні колеса застарілим методом — зубчастим ременем. Машина, водій якої тепер розташовувався ззаду, могла розвивати швидкість в 145 км/год. Не знайшовши бажаючих виробляти цю машину, Скріппс Бут залишив її собі як особистий транспортний засіб.
Після того, як він відійшов від автомобільних справ, Скріппс Бут присвятив своє життя художньому мистецтву, а також написанню книг, в тому числі присвячених автомобілям. Під час війни він відкрив курси водіїв для жінок, які хотіли піти добровольцями в «Червоний хрест», крім водіння, їх навчали і азам механіки. Помер художник і автомобільний інженер на 66 році життя в 1954 році.

## Список автомобілів Scripps-Booth
- 1914 — Scripps-Booth JB Rocket
  - Scripps-Booth Model C
- 1916 — Scripps-Booth Model D
- 1918 — Scripps-Booth Model G
  - Scripps-Booth Model H
  - Scripps-Booth Model 6-39
- 1920 — Scripps-Booth Series B
- 1921 — Scripps-Booth Series F